# Goliad
Goliad város az USA Texas államában, Goliad megyében, melynek megyeszékhelye is. Lakosainak száma 1620 fő (2020. április 1.).

## Népesség
A település népességének változása:
| Lakosok száma | 885  | 1908 | 1620 |
|               | 1880 | 2010 | 2020 |